# Пашково (Еврейская автономная область)
Пашково — село в Облученском районе Еврейской автономной области. Административный центр Пашковского сельского поселения.
Село Пашково находится в пограничной зоне, въезд по пропускам.

## География
Село Пашково стоит на левом берегу реки Амур, ниже впадения в неё реки Хинган, в 35 км к юго-западу от районного центра — города Облучье .
Дорога к селу идёт на юго-запад от автотрассы «Амур» (примерно в 10 км западнее города Облучье), 
Из окрестностей села Пашково вверх по Амуру через реку Хинган идёт дорога к селу Сагибово Амурской области, вниз по Амуру — к сёлам Башурово и Радде Облученского района.

## История
История села начинается в мае 1856 года, когда в ходе третьего военного сплава по Амуру, организованного генерал-губернатором Восточной Сибири Н. Н. Муравьёвым, на левом берегу горной реки Хинган, при впадении ее в Амур, поставлен пост Хинганский из
24 казаков. 
В 1857 году во время четвёртого сплава на Амуре основаны 16 казачьих поселений и в том числе на месте поста Хинганского – станица Хинганская. 
В 1858 году станица Хинганская переименована Н. Н. Муравьевым в станицу Пашкова в честь нерчинского воеводы Афанасия Пашкова, основателя первых русских острогов в Даурии в XVII веке.
Встречаются также названия хутор, посёлок Пашковский, станица Пашковская.

## Население
| 1870 | 1891 | 1917 | 1923 | 1924 | 1992  | 2002 | 2010 |
| ---- | ---- | ---- | ---- | ---- | ----- | ---- | ---- |
| 185  | ↗200 | ↗657 | ↗758 | ↘750 | ↗1100 | ↘882 | ↘668 |

## Инфраструктура
В селе имеются отделение связи, средняя школа, амбулатория, библиотека, детский сад и дом культуры. Также в селе находится пограничный переход на российско-китайской границе.